# قانون مالکیت
قانون مالکیت مدرن براساس تصور مالکان و ثروتی که متعلق به اشخاص قانونی است حتی اگر فرد حقوقی حالت عادی (طبیعی) نداشته باشد پایه‌گذاری شده‌است. در اکثر کشورها، برای مثال شرکت‌ها، حقوق قانونی مشابه‌ای برای شهروندان دارند؛ بنابراین شرکت در بر گیرندهٔ یک شخص حقوقی یا نهاد حقوقی ساختگی است که تحت نظر تصوری است که بعضی افراد از آن به عنوان «همکاری بشریت» استفاده می‌کنند. حقوق مالکیت در قانون‌های رایج اکثر ایالات، معمولاً درقالب شکل‌ها و سند حقوقی شان نگهداری می‌شوند. این محافظت و نگهداری همچنین تحت عنوان بیانیهٔ جهانی حقوق بشری ایالات متحده در فصل ۱۷ و در مجمع اروپایی حقوق بشری (ECHR)، تعیین شده‌است.
اصول سنتی حقوق مالکیت شامل موارد زیر می‌باشد:
- کنترل استفاده از دارایی
- حق استفاده از هر منفعت و سود از ثروت (مانند: حقوق معدن کاری و اجاره)
- حق واگذاری یا فروش دارایی
- حق محروم کردن دیگران از مالکیت.

قانون‌های مالکیت سنتی شامل موارد زیر نمی‌شود:
- دخالت نامعقول حقوق مالکیت در حریم خصوصی دیگری (حق لذت آرامش) {مراجعه کنید به قانون آزار و اذیت}
- دخالت بی‌دلیل در حقوق مالکیت عمومی، که در برگیرندهٔ قانون‌های دخالت در سلامت عمومی، امنیت، دوستی و آرامش می‌شوند. {به قانون قدرت پلیس، در مقابل آزار و اذیت عمومی رجوع کنید}

هر فرد یا اتحادیه که علاقه به مالکیت داده شده دارد امکان دارد قادر نباشد که همهٔ حقوق دارایی ممکن را بکار گیرد. برای نمونه، شما به عنوان مستأجر بخش خصوصی مالکیت، امکان فروش ثروت را ندارید، زیرا یک کرایه‌نشین فقط ملکی را متصرف شده و به‌طور تام حق واگذاری دارایی به دیگری را ندارد. به‌طور مشابه زمانی که شما یک مستأجر هستید مالک نمی‌تواند قانون‌های خودش را استفاده کند و شما را از نگهداری دارایی محروم کند، یا اگر این کار را انجام داد و شما را از دارایی محروم کرد، شاید به شما این حق داده شود که اجاره را پرداخت نکنید یا برای دستیابی به ملک تقاضا کنید.
همچنین مالکیت ممکن است در اشکال مختلف، همچون دارندگی مشترک، مالکیت انجمن، دارندگی منحصربه‌فرد یا اجازهٔ اجاره دادن حفظ شود. این انواع مختلف مالکیت ممکن است توانایی شخص مالک را برای بکارگیری حقوق مالکیت به‌طور یک طرفه پیچیده کند. به عنوان نمونه، اگر دو نفر همانند مستأجر مشترک مالک یک قطعه زمین باشند در آن وقت، با توجه به قانون وابسته به حوزه قضاوت، هر کدام در خصوص کنش‌های رفتاری نسبت به دیگری شاید محدود شده‌اند. برای مثال، هر کدام از مالکان زمین امکان دارد با توجه به میل خودشان، دارایی را به یک شخص غریبه بفروشد که صاحب دیگر زمین مخصوصاً این معامله را دوست نداشته باشد.
سیستم‌های قانونی به وجود آمده‌اند تا معاملات و بحث‌های معاملاتی که برگرفته از تصرف دارایی، استفاده، انتقال، دسترسی به ثروت، به ویژه قراردادهای پیچیده را تحت پوشش قرار می‌دهند. قانون مثبت چنین حقوقی را تعیین می‌کند، و قانون شرعی (قضایی) برای حکم کردن و اجرا کردن حقوق مالکیت مورد استفاده قرار می‌گیرد.
برطبق عقیدهٔ آدام اسمیت، انتظار سود از پیشرفت «سهام شخصی سرمایه» منجر به حقوق مالکیت خصوصی می‌شود؛ و آن یک سرمایه گرایی مرکزی فرضی است که حقوق مالکیت دارندگان ثروت را تشویق می‌کند تا دارایی و تولید ثروت را توسعه دهند؛ و به‌طور مؤثر منابع خصوصی بر اساس بهره‌برداری از بازارها پایه‌گذاری شده‌اند. به این طریق، نظریه پیشرفته به عنوان حق اجرا شده به وسیله قانون مثبت، نتیجه‌گیری می‌شود و انتظار می‌رود که ثروت بیشتر و استانداردهای بهتر زندگی را تولید کند.
از قانون مشترک، اولیور وندل هلمز، مالکیت را به عنوان داشتن دو نمود اساسی توصیف می‌کند. اولین آن ثروت است که می‌تواند به صورت کنترل بر روی یک منبع که براساس ناتوانایی کاربردی از دیگری تعریف شود تا با اهداف مالک مخالفت کند. دومین نمود لقب (عنوان) است، که توقع می‌رود دیگران حقوق را تشخیص دهند تا منابع را کنترل کنند، حتی زمانی که مالکیتی وجود ندارد. اولیور با دقت، اختلافات بین دو مفهوم را شرح می‌دهد، و تاریخی را پیشنهاد می‌دهد که چگونه آن‌ها می‌آیند تا به مردم دلبسته شوند، و با خانواده‌ها یا واحدهایی مثل کلیسا مخالفت ورز

## روشنفکرهای کلاسیک، واقعیت‌ها و سنت‌های وابسته
اکثر دانشمندان از طریق این سنت‌ها تئوری شغلی مالکیت را تصویب می‌کنند. آن‌ها تأمل می‌کنند که شما خودتان صاحب زندگی شخصی تان هستید و این را به دنبال دارد که شما باید محصولات زندگی را مالک باشید، و آن تولیدات می‌تواند از مبادلات آزاد با دیگران به دست آید. «هر کسی مالکیت در زندگی خودش دارد و هیچ‌کس این حق را به جز خودش ندارد.» (جان لوک، مقاله دوم در دولت غیرنظامی)
دلیل اینکه چرا انسان‌ها به اجتماع می‌پیوندند به خاطر مراقبت از اموالشان است.
زندگی، آزادی و ثروت به وجود نمی‌آیند زیرا بیشتر قانون‌ها را وضع کرده‌اند. در مقابل، این واقعیت جود داشت که زندگی، آزادی، و ثروت قبلاً وجود داشته‌اند که باعث شده‌اند انسان‌ها در اولین مکان قانون‌ها را وضع کنند.
اصول بنیادی سوسیالیزم مرکزیت آن روی یک مقاله انتقادی روی این مفهوم، و کیفیت در بین چیزهای دیگر قرار گرفته، که ارزش حمایت دارایی بالاتر از برگشت مالکیت شخصی است، و این که، حتی زمانی قانون‌های مالکیت صاحبان شان را تشویق می‌کنند تا ثروت یا ارزش تولیدی شان را توسعه دهند. آن‌ها این کار را فقط بخاطر سود خودشان انجام می‌دهند، که ممکن است هم‌زمان با منفعت مردم دیگر یا جامعه به‌طور گسترده نباشد.
سوسیالیزم طرفدار آزادی اراده، به‌طور کلی حقوق مالکیت را قبول می‌کنند، اما با یک دوره واگذاری کوتاه مدت. به عبارت دیگر، به نظر آن‌ها یک فرد با استفاده از بخش یا فقدان حقوق مالکیت دیگر کم یا بیش مداومت داشته باشد؛ و این معمولاً به «مالکیت ثروت» یا «حق رقابتی» ارجاع داده می‌شود. از این رو، در این سیستم رقابتی، مالکیت غایب غیر مشروع است و کارگران مالک دستگاه‌ها یا تجهیزات دیگر که با آن‌ها کار می‌کنند می‌باشند.

### کمونیسم
کمونیسم بحث می‌کند که تنها از راه مالکیت اشتراکی در مفهوم تولید از طریق سیاست الزاماً از طریق حالت کوچک شماری از نتایج نابرابر و غیرعادلانه را و بیشینه‌سازی از منفعت را بیمه خواهد کرد؛ بنابراین مالکیت خصوصی سرمایه باید از میان برود.
هم کمونیسم‌ها و هم تعدادی از سوسیالیزم‌ها همچنین تصور مالکیت خصوصی سرمایه را که ذاتاً غیر مشروع است حمایت کرده‌اند. این بحث به‌طور عمده مرکزیت آن روی این طرز فکر است که مالکیت خصوصی سرمایه همیشه سود آن در مقایسه با یک کلاس بالاتر از دیگری است و پیشرفت سلطه را از طریق استفاده از صاحب بودن خصوصی سرمایه می‌داند. کمونیسم‌ها به این عقیده که ثروت خصوصی که «خود جوش، حاصل شده خود، و به دست آورنده» (بیانیهٔ کمونیسم) از طریق اعضا طبقه کارگر است را مخالفت نمی‌ورزند، هر دو سوسیالیزم‌ها و کمونیست‌ها با دقت هستند که امتیاز زمین مالکیت خصوصی سرمایه را از (زمین، کارخانه‌ها، منابع و غیره) و مالکیت خصوصی (خانه‌ها، وسایل و غیره) را به دست آورند.

## تئوری‌های مالکیت
تعداد زیادی تئوری وجود دارد. اولین تئوری مالکیت که نسبتاً کمیاب است. جایی ایده شد که مالکیت چیزی، توسط شخصی مصادره شده قبل از اینکه فرد دیگر آن را مصادره کند، به سادگی توجیه شده‌است. شاید یکی از عمومی‌ترین آن‌ها تعریف حقوق طبیعی از میان حقوق مالکیت، که به وسیله جان لاک توسعه یافته‌است. لاک تئوری را گسترش داده، زمانی که یک فرد کار شخصی اش را با طبیعت خود ترکیب می‌کند، آن شخص یک ارتباط با قسمتی از ذات خود که با کارش ترکیب شده، به دست می‌آورد؛ و موضوع با توجه محدودیت باید «کافی و معتبر، باشد و به‌طور مشترک برای دیگران باقی گذاشته شود.»
از ریروم نواردم، پاپ لئو x۱۱ نوشت «به‌طور یقیناً انکار ناپذیر است، زمانی که یک فرد در کار پاداشی به کار گماشته می‌شود، دلیل داده شده و انگیزه کارش این است که مالکیت را به دست آورد، پس از آن دارایی خودش را نگه دارد.»
علم انسان‌شناسی، سیستم‌های گوناگون مالکیت را، حقوق استفاده و انتقال، و ثروت تحت عنوان «تئوری مالکیت» را مورد بررسی قرار می‌دهد. تئوری حقوقی وسترن پایه‌گذاری شده، همان‌طور که اشاره شده، که صاحب مالکیت به یک شخص قانونی تبدیل می‌شود. به هر حال همه سیستم‌های مالکیت بر این اساس بنیان نشده‌اند.
در هر فرهنگ مطالعه شده که مالکیت و ثروت، موضوع سنت و قانون هستند، و «قانون» جایی است که عبارت آن می‌تواند به‌طور مفهومی به کار برده شود. تعدادی از فرهنگ‌های طایفه‌ای، مالکیت انفرادی را با قانون‌های از گروه‌های بهم پیوسته متعادل: (قبیله‌ها، خانواده‌ها، شرکت‌ها، و ملت‌ها) تعادل برقرار می‌کنند. برای مثال در سال ۱۸۳۹ نظام‌نامه چروکی موضوع را در این عبارات شکل می‌دهد:
مراجعه کنید به خط دوم، زمین‌های ملت چروکی باید مالکیت مشترک را باقی بگذارند: اما پیشرفت‌ها ساختگی می‌شوند، و ثروت از شهروندان که محترما نه به دست می‌آورند، به‌طور مشروع ممکن است دارایی آن‌ها شود: در صورتی‌که شهروندان ثروت ملی منحصربه‌فرد و حق مرتبط به پیشرفت شان، همان‌طور که در این مقاله بیان شده، نباید هیچ حق یا قدرتی داشته باشند تا بهبودیشان را مرتب کنند، در هر حالت هر آنچه که، در ایالت متحده، ایا لت فردی، یا شهروندان شخصی، و هر چه که هر شهروند، باید با تأثیراتش بیرون از محدودیت‌های از این ملت برداشت کند و شهروند دولت دیگر شود، همه حقوق‌هایش و امتیازاتش به عنوان شهروند از این ملت باید متوقف شود: در صورتیکه، با این حال، انجمن ملی باید قدرتی داشته باشد، تا قانون، را نپذیرد تا همهٔ حقوق شهروندان، برای چنین شخص یا اشخاصی که ممکن است، در هر زمان، مایل باشند تا به ملت بازگردند، و انجمن ملی را به خاطر چنین مأموریتی به خاطر بسپارند.
سامانه‌های مالکیت اشتراکی، دارایی را که متعلق به تمام واحدهای اجتماعی سیاسی است، توصیف می‌کنند. چنین مقدماتی می‌تواند تحت شرایط معین، منابع آشکار باز کند. این توسعه توسط فاجعهٔ عوام (تراژدی مردم) مورد استفاده قرار گرفته‌است.
سیستم‌های دارای شخصیت حقوقی، مالکیت را که متعلق به به یک گروه یا یک شخص مسئول قابل شناسایی است، تعریف می‌کند. قانون مالکیت رومی بر اساس چنین سیستم متحدی شکل گرفته‌است.
جوامع مختلف ممکن است تئوری‌های مختلفی برای انواع گوناگون از مالکیت داشته باشند. پالین پیتر بحث می‌کند که سیستم‌های مالکیت، جدا از محصول اجتماعی نیستند؛ و ملت‌های دارای مالکیت ممکن است چنین تعیین شده باشند، اما در عوض ممکن است در قالب عبارات منفی بیان شوند: به عنوان نمونه سیستم حرام در میان مردم اهل جزایر پلنزی.